# Ravna Gora
Ravna Gora är ett berg i Kroatien.   Det ligger i länet Slavonien, i den östra delen av landet, 120 km öster om huvudstaden Zagreb. Toppen på Ravna Gora är 856 meter över havet.
Terrängen runt Ravna Gora är huvudsakligen lite kuperad. Runt Ravna Gora är det glesbefolkat, med 17 invånare per kvadratkilometer. Närmaste större samhälle är Velika, 15,8 km öster om Ravna Gora. I omgivningarna runt Ravna Gora växer i huvudsak lövfällande lövskog.